# Черногорка (Восточно-Казахстанская область)
Черногорка (каз. Черногорка) — село в Глубоковском районе Восточно-Казахстанской области Казахстана. Входит в состав Кировского сельского округа. Код КАТО — 634049500.

## Население
В 1999 году население села составляло 232 человека (119 мужчин и 113 женщин). По данным переписи 2009 года, в селе проживали 222 человека (116 мужчин и 106 женщин).